# Harry et Tonto
Pour plus de détails, voir Fiche technique et Distribution.
Harry et Tonto (Harry and Tonto) est un film américain réalisé par Paul Mazursky, sorti en 1974.

## Synopsis
Harry est veuf et âgé de 70 ans. Il vit reclus avec son chat Tonto à New York. Mais ils sont expulsés. Il part alors vivre chez son fils Burt. Devenant gênant, il décide alors de rejoindre sa fille Shirley à Chicago avec son fidèle chat.

## Fiche technique
- Titre : Harry et Tonto
- Titre original : Harry and Tonto
- Réalisation : Paul Mazursky
- Scénario : Paul Mazursky et Josh Greenfeld
- Décors : John Godfrey
- Costumes : Albert Wolsky
- Photographie : Michael C. Butler
- Montage : Richard Halsey
- Musique : Bill Conti
- Production : Paul Mazursky
- Distribution : Twentieth Century Fox
- Pays de production : États-Unis
- Langue : anglais
- Format : Couleurs - Mono
- Genre : Comédie dramatique
- Durée : 115 minutes
- Date de sortie : 1974

## Distribution
- Art Carney : Harry Coombes
- Ellen Burstyn : Shirley
- Geraldine Fitzgerald : Jessie
- Larry Hagman : Eddie
- Tonto (chat)
- Melanie Mayron : Ginger
- Josh Mostel : Norman
- Arthur Hunnicutt : Wade
- Cliff De Young : Burt Jr.
- René Enríquez : Jesus
- Herbert Berghof : Jacob Rivetowski
- Michael McCleery : Mugger
- Avon Long : Leroy
- Rashel Novikoff : Mme Rothman
- Philip Bruns : Burt Coombes
- Cliff De Young : Burt Coombes Jr.
- Josh Mostel : Norman Coombes
- Arthur Hunnicutt : Wade Carlton
- Louis Guss : Dominic

## Récompenses
- Oscar du meilleur acteur pour Art Carney